# Воздвиженское (Вологодская область)
Воздвиженское — деревня в Грязовецком районе Вологодской области на реке Королевка.
Входит в состав Юровского муниципального образования, с точки зрения административно-территориального деления — в Покровский сельсовет.
Расстояние до районного центра Грязовца по автодороге — 25 км, до центра муниципального образования Юрово по прямой — 19 км. Ближайшие населённые пункты — Кураж, Покровское, Кобяково.
По переписи 2002 года население — 21 человек (11 мужчин, 10 женщин). Всё население — русские.